# Gerrit Nicolaas de Voogt
Gerrit Nicolaas de Voogt (Wijchen, 28 augustus 1844 – Verenigde Staten?) was een Nederlands burgemeester.

## Burgemeester van Loosduinen
Gerrit Nicolaas de Voogt was de zoon van een Nederlands-hervormd predikant. Zijn vader was Gerrit Nicolaas de Voogt senior.
De Voogt solliciteerde in 1870 op de vacature van burgemeester van Spijkenisse en Hekelingen. De 25-jarige De Voogt werd weliswaar geen burgemeester, maar hij werd wel gunstig beoordeeld door de commissaris van de Koning in Zuid-Holland, mr. Cornelis Fock. Twee jaar later, op 22 juni 1872 werd hij – op voordracht van Thorbecke – benoemd tot burgemeester van Loosduinen. Bijna elf jaar stond burgemeester De Voogt aan het roer van het gemeentebestuur van het tuinbouwdorp.
Onder De Voogts burgemeesterschap kreeg Loosduinen zijn tweede openbare school. In 1878 kon, dankzij een legaat van jhr. mr. D.R. Gevers Deynoot – een prominente Loosduinse grondbezitter – een kleuterschool worden gesticht.
Op 8 juni 1880 vond de eerstesteenlegging van de rooms-katholieke Onze Lieve Vrouwe Hemelvaartkerk plaats. Voor die tijd kende Loosduinen geen "officiële" rooms-katholieke kerk. Tegenover de huidige OLV Hemelvaartkerk aan de Loosduinse Hoofdstraat/hoek burgemeesters Hovylaan bevond zich wel sinds het einde van de 18e eeuw een katholieke schuilkerk. Op 17 augustus 1881 werd de nieuwe kerk ingewijd door de bisschop Petrus Matthias Snickers.
In 1881 werd Loosduinen op het telefoonnet aangesloten.
Dankzij de inzet van De Voogt ging Loosduinen akkoord met de aanleg van een tramlijn door Loosduinen. Het dorp werd hierdoor beter verbonden met andere Westlandse gemeenten en Den Haag. De lijn werd doorgetrokken tot de badplaats Kijkduin (dat bij Loosduinen hoorde) en dat was goed voor de bevordering van het toerisme. De exploitatie van de lijn kwam in handen van de Westlandsche Stoomtramweg Maatschappij (WSM) te liggen. Overigens was burgemeester De Voogt lid van de Raad van Commissarissen van de WSM.

## Vertrek als burgemeester
Ongeveer een jaar na de opening van de WSM tramlijn, op 26 februari 1883 verkreeg de gemeenteraad van Loosduinen twee brieven. In deze brieven gaf burgemeester De Voogt aan zo spoedig mogelijk eervol ontslag te zullen nemen als burgemeester en gemeentesecretaris (beide ambten waren indertijd verenigd in één persoon) van Loosduinen. Het ontslag van de burgemeester kwam als een volslagen verrassing voor de gemeenteraadsleden die op 28 februari tijdens een spoedzitting bijeen waren gekomen. In de notulen van deze spoedzitting werd opgemerkt dat "de heer De Voogt verzuimd heeft zijn adres op te geven." De Voogt, die tien dagen eerder verlof had opgenomen en met zijn gezin naar het buitenland was gegaan, was in financiële problemen geraakt. De Voogt, een zakenman en speculant, had naast eigen geld, ook geld van gemeenteambtenaren (overigens met toestemming) in "solide fondsen" belegd, en dit geld bleek verloren te zijn gegaan. Intussen had De Voogt, om zijn relatief luxueuze levensstijl te kunnen voortzetten, veel geld uitgegeven en had een behoorlijke schuld opgebouwd. Om aan zijn schuldeisers te ontkomen had De Voogt de benen genomen. Later werd bekend dat De Voogt naar de Verenigde Staten was vertrokken.
Gezegd moet worden dat De Voogt niet – zoals weleens werd gedacht – gespeculeerd heeft met gemeentegelden.
Op 7 maart 1883 werd De Voogt (niet eervol) ontslagen en op 3 april van dat jaar vond de openbare verkoop van het meubilair, zilverwerk etc. van de heer De Voogt plaats.
Over de verdere levensloop van De Voogt of zijn vrouw en stiefkinderen is verder niets bekend.

## Familie
Gerrit Nicolaas de Voogt trouwde in 1873 met Helena Cornelia van Stapele (23 augustus 1841 – ?). Helena Cornelia van Stapele was de weduwe van Pieter Thomas Willem van Kerkwijk, bij wie zij drie kinderen had. Het nieuwe echtpaar De Voogt/Van Stapele kreeg drie kinderen, die nog allen onmondig waren toen zij overleden.